# Ophiothrix panchyendyta
Ophiothrix panchyendyta är en ormstjärneart som beskrevs av Clark 1911. Ophiothrix panchyendyta ingår i släktet Ophiothrix och familjen Ophiothrichidae. Inga underarter finns listade i Catalogue of Life.